# 리종옥
리종옥(李鍾玉, 표준어: 이종옥, 1916년 1월 10일 함경북도 성진 ~ 1999년 9월 23일 평양시)은 일제강점기 당시의 항일운동가이며, 조선민주주의인민공화국의 정치인이다. 국무총리, 국가부주석 등을 지냈다. 조선민주주의인민공화국 출범 당시 산업성 국장이 되었으며 이후 경제관료로 활동하였다.

## 이력
함경남도 성진군 성진읍(김책시로 개명)에서 태어나 1937년 일본 대학 전문부를 거쳐, 1940년 만주 하얼빈공과대학을 졸업한 후 1944년 항일빨치산 운동에 참가했다. 1948년 2월 최고인민회의 제1기 대의원의 한 사람에 선출되고, 9월 2일 북조선 정부가 수립되자 정무원 산업성 과장이 되었다. 1949년 10월 산업성 국장, 1950년 산업성 부상, 1951년 12월 내각 경공업상이 되었다.
1956년 4월 제3차 조선로동당 당대회에서 당 중앙위원, 서열 28위로 선출되고, 56년 6월 김일성 수상의 소련, 동독, 중앙유럽 순방길에 북조선 대표단원의 한 사람으로 수행하였다. 1959년 7월 조선로동당 중앙위원회 부위원장이 되었다.
1960년 내각 부총리 겸 중공업위원회 위원장이 되었고, 1962년 내각 부총리에 재선되면서 부총리 겸 금속화학공업상이 되었다. 그 후 1965년 국립 과학원 원장을 거쳐 1971년 광업상이 되었다. 1972년 6월 다시 광업상, 그해 말 제5차 내각에서 조선민주주의인민공화국 내각 중공업위원장 겸 중앙인민위원, 1973년 조선로동당 정치위원회 후보위원이 되었다. 1976년 11월 정무원 부총리가 되었다.
1977년 제6차 내각이 출범하였고 다시 부총리가 되었다. 1980년 제6차 조선로동당대회에서 당 정치국 상무위원회 상무위원의 한 사람으로 선출되어 김일성과 김일, 오진우, 김정일에 이어 북한권력서열 5위가 되었다. 1982년 제7대 내각에서도 정무원 총리가 되었으며, 그 해에 김일성훈장을 수여받았다. 1984년 1월 국가 부주석으로 선임되었고, 1988년 국가학위학직수여위원회 위원장에 선출되었다.
1998년 9월 최고인민회의 상임위원회 명예부위원장으로 추대되면서 사실상 조선민주주의인민공화국 정계에서 은퇴했다. 1999년 지병으로 사망하기 전까지 조선로동당 중앙위원회 정치국 위원과 최고인민회의 상임위원회 명예부위원장직을 수행하고 있었다. 1992년 다시 김일성훈장을 수여받았다. 1999년 9월 23일 병으로 사망, 국장으로 평양시 신미리의 애국렬사릉에 안장되었다.

## 가족 관계
- 아들 : 리만호

## 같이 보기
- 조선민주주의인민공화국의 정치